# Bourrasques côtières au Grand Lac Salé
Les bourrasques côtières au Grand Lac Salé constituent un phénomène météorologique local qui affecte les pourtours du Grand Lac Salé en Utah, aux États-Unis. Il consiste en la génération de nuages convectifs puis le rehaussement des précipitations, surtout de neige, au passage d'air froid de septembre à mai au-dessus du lac non gelé et plus chaud. Le phénomène donne en particulier des tempêtes de neige intenses mais localisées dans la région. Celles-ci ont des impacts socio-économiques majeurs à cause des accumulations et des visibilités réduites. Par contre, elles donnent une neige poudreuse très recherchée par les skieurs et contribuent à la renommée des stations de ski de l'État.

## Formation

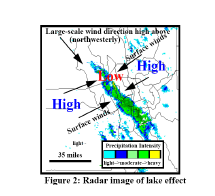
Précipitations générées, puis sortant du lac telles que vues au radar météorologique.

Les tempêtes de neige dues à des bourrasques côtières autour lac du Grand Lac Salé sont considérées comme l’un des problèmes de prévisions hivernales plus difficiles au Service météorologique national de Salt Lake City. Le lac fait 4 500 km2 et est entouré par un relief complexe, dont les montagnes Wasatch à l'est.
En raison de sa forte salinité, le lac reste généralement sans glace même par les températures les plus froides. Cela permet une évaporation suffisante à sa surface pour alimenter des nuages dans un environnement autrement désertique. Lorsqu'une masse d'air froid traverse le lac, elle rend l'air instable et permet d'initier un soulèvement de l'humidité disponible. Les conditions favorables à de fortes précipitations se produisent lorsqu'un fort vent froid du nord-ouest souffle le long de l'axe long du lac après un passage par un front froid. Par contre, les vents dans l'axe perpendiculaire ont tendance à être canalisés vers le centre du lac par le relief pour donner une zone de convergence qui permet de concentrer l'air froid sur le centre du lac et ainsi rehausser le mouvement vertical et les précipitations. 
Par la suite, l'air se dirigeant vers les Wasatch est soulevé encore plus ce qui rehausse les précipitations générées dans les nuages. Au début de l'automne et au printemps, c'est surtout de la pluie qui tombe en fortes averses par ce que la température est au-dessus du point de congélation dans une couche épaisse au-dessus du sol. Par contre, durant la saison la plus froide, c'est de la neige qui tombe et les accumulations peuvent atteindre un mètre localement. À cause de l'air très froid à ce moment et l'environnement sec de la région, les flocons de neige ont une très faible densité.

## Climatologie
Une étude de l'an 2000 comportant un nombre limité de cas donnait en moyenne 4 événements bien définis et 4,5 événements marginaux par an (septembre à mai). Cependant, leur nombre varie considérablement d'une année à l'autre avec la circulation atmosphérique synoptique et une autre étude de 2012, avec 149 cas entre 1997 et 2010, a donné une moyenne plus crédible de 13 cas annuellement (les deux genres confondus). Cette dernière montre un double pic d'activité maximale, soit de mi-octobre à la mi-décembre et au début d'avril. Entre ces deux pics, il a un minimum relatif.
Les précipitations ont tendance à commencer le soir ou la nuit et sont moins fréquentes vers la fin de l'après-midi, ces caractéristiques étant liées à la modulation diurne du gradient de température entre le lac et la terre et aux circulations associées à la brise de terre. Un peu plus de la moitié des événements bien définis persistent de 13 à 24 heures mais la moyenne est de 11 heures,. 
Isoler les chutes de neige produites exclusivement par les processus à l'effet lac est difficile en raison de la complexité de nombreux événements et du fait que les rapports des observateurs du National Weather Service sont des accumulations totales de tempête. Cependant, les accumulations maximales de chutes de neige pour des événements bien définis dépassent les 20 cm, y compris une tempête de neige sur plusieurs jours les 25 et 27 février 1998, qui a laissé 129 cm à Bountiful (Utah) et des accumulations de plus de 50 cm sur une large étendue.

## Prévision
La prévision de ce phénomène s'est considérablement améliorées depuis les années 1990 grâce à un meilleur réseau de stations météorologiques (incluant un mésonet), du radar météorologique NEXRAD qui couvre la région et à l'amélioration des modèles de prévision numérique du temps dont la résolution est maintenant de l'ordre du kilomètre. Les prévisionnistes locaux suivent aussi un ensemble de règles empiriques permettant d'anticiper le développement des bourrasques côtières. Celles-ci sont similaires aux conditions énumérées pour les bourrasques côtières ailleurs dans le monde mais comportent quelques particularités,, :
- Un fort flux du nord-ouest maximise les précipitations en aval du lac ;
- Une différence de température minimale de 16 °C entre la surface du lac et l'isohypse de 700 hPa est nécessaire, mais ne suffit pas nécessairement en soi pour provoquer l’effet ;
- Une couche d'inversion ou stable sous les 700 hPa inhibe l'effet de lac en limitant la couche instable ;
- Les bourrasques côtières peuvent se produire en même temps que des précipitations à l'échelle synoptique. Elles donnent alors un rehaussement local ;
- Une grande différence de température entre le lac et les terres dans l'axe transversal favorise la convergence vers le lac ;
- L'effet de lac commence généralement la nuit lorsque la convergence de la brise de terre est favorisée et que la convection se produit principalement au-dessus du lac ;
- Pendant la journée, les précipitations dues à l'effet de lac se dissipent lorsque le chauffage solaire crée une convection généralisée et dispersée en surface ;
- Les vents de 700 hPa déterminent généralement la position géographique des précipitations ;
- Un faible cisaillement des vents, tant directionnel que vertical, tend à produire des épisodes de précipitations plus importants ;
- Le Grand Lac Salé fournit des quantités minimales d'humidité, de sorte que l'humidité en amont est une variable cruciale.